# 까오방 전투 (1949년)
까오방 전투(Battle of Cao Bằng)는 제1차 인도차이나 전쟁 당시 북부 인도차이나에서 진행중인 작전으로, 1947년 10월에 시작하여 1949년 9월 3일에 절정에 이른 프랑스 극동 원정군과 비엣민 사이에 벌어진 전투이다.
분쟁이 시작된 이후, 비엣민 민병대는 147마일의 경로로 통킹만에서 까오방의 프랑스 수비대, 즉 RC4로 알려진 까오방에 있는 프랑스 수비대까지 베트남의 중국 국경선을 따라 프랑스 호위대를 상대로 매복했다. 반복된 매복공격은 1948년 2월 외인부대의 비싼 댓가를 치른 임무를 포함하여 도로를 다시 뚫기 병력을 증가시키는 프랑스 작전으로 이어졌다.
1948년 7월 25일, 까오방 진영은 공격을 받아 비엣민 2개 대대 방어에 나선 두 중대가 3일간 버텼다. 1948년에 추가로 28번의 매복 공격이 있었다.
1949년 2월 비엣민 5개 대대와 박격포 부대가 라오까이에서 프랑스 주둔지를 점령하고 장마철 내내 매복작전을 재개했다. 1949년 9월 3일, 100대의 차량이 보병 엄호를 받으며 26km 거리를 이동하는 강화된 호송차를 타고 탓케를 떠났다. 병력수 때문에 차량 한 대당 1명으로 줄어든 프랑스군은 자동화기에 의해 매복 공격을 당했다. 처음 20대의 트럭은 마지막 10대와 마찬가지로 정지되었고, 호송차의 중앙은 포탄에 의해 절단되었다. 다음날 프랑스군은 포위된 언덕꼭대기를 다시 점령했지만, 4명의 프랑스인 부상자만 생존했다.
까오방 공세는 남은 전쟁 기간 동안 호송 관행이 변경되는 결과를 낳았다. 그 후 차량은 10-12대의 차량 호위대를 타고 프랑스군의 보안 스크린과 항공기 관측을 통해 초소에서 초소로 이동했다. 1950년까지 까오방으로의 보급 호송은 공중 공급으로 대체되었다.

## 참고 서적
- Fall, Bernard B. (1966). 《Hell in a Very Small Place. The Siege of Dien Bien Phu》. London: Da Capo Press. ISBN 978-0-306-81157-9.
- Fall, Bernard B. (1961). 《Street Without Joy. The French Debacle in Indochina》. New York: Stackpole Military History. ISBN 978-0-8117-3236-9.
- Fall, Bernard B. (1967). 《The Two Vietnams. A Political and Military Analysis》 Seco판. New York: Frederick A. Praeger, Inc.
- Roy, Jules (1963). 《The Battle of Dien Bien Phu》. New York: Carroll and Graf Publishers. ISBN 978-0-7867-0958-8.
- Windrow, Martin (2004). 《The Last Valley. Dien Bien Phu and the French Defeat in Vietnam》. London: Weidenfeld and Nicolson. ISBN 978-0-304-36692-7.